# Lepidodactylus lombocensis
Espèce
Lepidodactylus lombocensis est une espèce de geckos de la famille des Gekkonidae.

## Répartition
Cette espèce est endémique de Lombok en Indonésie.

## Étymologie
Son nom d'espèce, composé de lombo[k] et du suffixe latin -ensis, « qui vit dans, qui habite », lui a été donné en référence au lieu de sa découverte.

## Publication originale
- Mertens, 1929 : Zwei neue Haftzeher aus dem Indo—Australischen Archipel (Rept.). Senckenbergiana, vol. 11, p. 237-241.